# Mokra Wieś (przystanek kolejowy)
Mokra Wieś – przystanek osobowy Polskich Kolei Państwowych, obsługiwany przez Koleje Mazowieckie. Przystanek znajduje się w Mokrej Wsi, w województwie mazowieckim, w Polsce.

## Ruch pasażerski[2]
| Rok  | Wymiana pasażerska na dobę |
| ---- | -------------------------- |
| 2017 | 300-499                    |
| 2018 | 300-499                    |
| 2019 | 700-999                    |
| 2020 | 500-699                    |
| 2021 | 500-699                    |
| 2022 | 500-699                    |
| 2023 | 500-699                    |

Zatrzymują się tu wszystkie pociągi podmiejskie, przejeżdżające linią kolejową D29-6 Zielonka - Kuźnica Białostocka

## Opis przystanku

### Perony
Przystanek składa się z dwóch peronów bocznych (po jednej stronie każdego krawędź peronowa):
- Z peronu 1 odjeżdżają pociągi w kierunku Małkini
- Z peronu 2 odjeżdżają pociągi w kierunku Warszawy

Na każdym peronie znajdują się:
- dwie tablice z nazwą przystanku
- rozkład jazdy pociągów (na peronie drugim)
- latarnie oświetleniowe

W 2016 zakończył się remont peronów.

### Przejścia przez tory
Przejazd kolejowo-drogowyOk. 100 m na wschód od peronów znajduje się przejazd kolejowo-drogowy.
Przejścia naziemneNa obu krańcach peronów znajdują się przejścia naziemne łączące perony

### Budynek przystanku
Dawniej na przystanku istniał niewielki budynek mieszczący poczekalnię i kasę biletową. Został on zburzony w 2008 roku.